# Else Reval

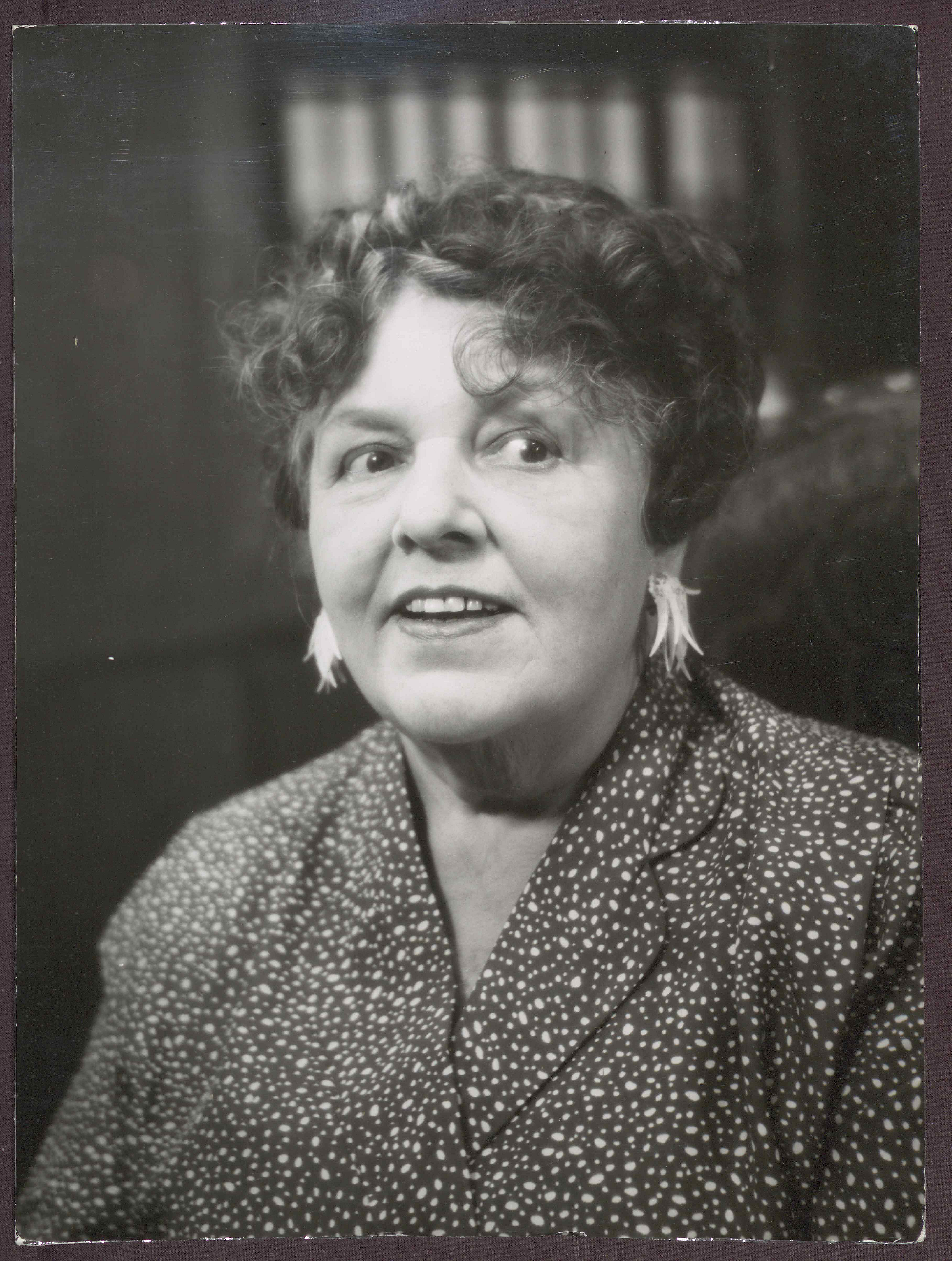
Else Reval in der Komödie Miniaturen am Badischen Staatstheater Karlsruhe

Else Reval (gebürtig Else Langer; * 14. Juni 1893 in Berlin, Deutsches Reich; † 25. Januar 1978 in West-Berlin) war eine deutsche Schauspielerin.

## Leben
Nach einer Ballettausbildung trat sie unter ihrem Geburtsnamen bereits 1907 als Tänzerin an der Deutschen Oper in Berlin und am Königlichen Schauspiel in Wiesbaden auf. In Wiesbaden war sie bis 1912 tätig und wurde daraufhin Solotänzerin am Stadttheater Essen.
1914 kehrte sie nach Berlin zurück und wandelte sich zur Schauspielerin. Sie hatte Auftritte an der Komischen Oper, am Metropoltheater und an der Komödie. In den zwanziger Jahren wurde Else Reval immer häufiger beim Stummfilm eingesetzt. Sie wurde eine vielbeschäftigte Filmschauspielerin und konnte mit Beginn des Tonfilmzeitalters ihre Karriere problemlos fortsetzen. Allerdings blieben ihre Rollen in den Filmkomödien und Unterhaltungsfilmen, in denen sie mitwirkte, meist ziemlich klein. Sie spielte zum Beispiel Blumenfrauen, Garderobieren, Würstchenverkäuferinnen und besonders oft Köchinnen. So nahmen trotz der Vielzahl ihrer Filmauftritte die Medien weiter kaum Notiz von ihr, und dem größten Teil des Kinopublikums blieb sie unbekannt. Sie stand 1944 in der Gottbegnadeten-Liste des Reichsministeriums für Volksaufklärung und Propaganda.
1955 ging Else Reval nach Karlsruhe, wo sie ein Engagement am Badischen Staatstheater annahm. Dort blieb sie bis 1963 und kehrte dann wieder nach Berlin zurück. Hier gab sie unter anderem am Hansa-Theater ihre letzten Vorstellungen. Sie arbeitete auch für den Hörfunk und das Fernsehen.

## Filmografie
- 1919: Diskretion
- 1919: Das Caviar-Mäuschen
- 1922: Firnenrausch
- 1922: Der bekannte Unbekannte
- 1925: Krieg im Frieden
- 1925: Heiratsannoncen
- 1926: Der Soldat der Marie
- 1926: Die Welt will belogen sein
- 1926: Die elf Schill’schen Offiziere
- 1926: Eine Dubarry von heute
- 1927: Der fröhliche Weinberg
- 1927: Der falsche Prinz
- 1927: Eheferien
- 1927: Der Mann ohne Kopf
- 1927: Das Frauenhaus von Rio
- 1927: Bigamie
- 1927: Gustav Mond … Du gehst so stille
- 1927: Schwere Jungens – leichte Mädchen
- 1927: Wie heirate ich meinen Chef
- 1928: Der Herzensphotograph
- 1928: Der Herr vom Finanzamt
- 1928: Polnische Wirtschaft
- 1928: Sechzehn Töchter und kein Papa
- 1928: Wer das Scheiden hat erfunden
- 1928: Das Girl von der Revue
- 1928: Der Tanzstudent
- 1928: Flucht aus der Hölle
- 1929: Des Haares und der Liebe Wellen
- 1929: Jennys Bummel durch die Männer
- 1929: Alte Kleider
- 1929: Flucht in die Fremdenlegion
- 1929: Fräulein Lausbub
- 1929: Kehre zurück! Alles vergeben!
- 1929: Drei machen ihr Glück
- 1929: Wer wird denn weinen, wenn man auseinandergeht
- 1930: Zapfenstreich am Rhein
- 1930: Va Banque
- 1930: Namensheirat
- 1930: Pension Schöller
- 1930: Die Lindenwirtin
- 1930: Das Kabinett des Dr. Larifari
- 1931: Keine Feier ohne Meyer
- 1931: Das Geheimnis der roten Katze
- 1931: Um eine Nasenlänge
- 1931: Wenn die Soldaten…
- 1931: Student sein, wenn die Veilchen blühen
- 1931: Gesangverein Sorgenfrei
- 1931: Die Frau – Die Nachtigall
- 1931: Der Storch streikt. Siegfried der Matrose
- 1931: Er und sein Diener
- 1932: Das Testament des Cornelius Gulden
- 1932: Wenn dem Esel zu wohl ist
- 1932: Der Orlow
- 1932: Ballhaus goldener Engel
- 1932: Strafsache van Geldern
- 1932: Was gibt’s Neues heut?
- 1933: Liebelei
- 1933: Achten Sie auf Meyer
- 1933: Ein kleiner Irrtum
- 1933: Die kalte Mamsell
- 1933: Es war einmal ein Musikus
- 1933: Zwei im Sonnenschein
- 1933: Skandal in Budapest
- 1934: Wenn ich König wär
- 1934: Schützenkönig wird der Felix
- 1934: Der kühne Schwimmer
- 1934: Jede Frau hat ein Geheimnis
- 1934: Ferien vom Ich
- 1934: Hilfe, ich erbe
- 1934: Ein Mann will nach Deutschland
- 1934: Die bunte Platte
- 1934: Und sie singt doch
- 1934: Blaufuchs, der Schrecken des Kilimandscharo
- 1934: Die Abschieds-Symphonie
- 1934: Die englische Heirat
- 1934: Schwindelfreie Heilgymnastik
- 1934: Halb und halb
- 1935: Petersburger Nächte. Walzer an der Newa
- 1935: Achte mir auf Gakeki
- 1935: Der Kurier des Zaren
- 1935: Eine Braut in Eile gesucht
- 1935: Der Außenseiter
- 1935: Varieté
- 1935: Warum lügt Fräulein Käthe?
- 1935: Alle Tage ist kein Sonntag
- 1936: Flitterwochen
- 1936: Das Hermännchen
- 1936: Hummel - Hummel
- 1936: Straßenmusik
- 1936: Stadt Anatol
- 1936: Die lustigen Weiber
- 1936: Fiakerlied
- 1936: Befehl ist Befehl
- 1937: Papas Fehltritt
- 1937: Sein bester Freund
- 1937: Augenzeugen
- 1937: Oh, diese Ehemänner
- 1937: Zweimal zwei im Himmelbett
- 1937: Der andere Mann
- 1937: Brillanten
- 1937: Gewitter im Mai
- 1938: Eine Nacht im Mai
- 1938: Rote Orchideen
- 1938: Zwischen den Eltern
- 1938: Frühlingsluft
- 1938: Liebelei und Liebe
- 1938: Skandal um den Hahn
- 1938: Was tun Sybille?
- 1938: Rätsel um Beate
- 1938: Allzuviel ist ungesund
- 1938: Es kann der Beste nicht in Frieden leben
- 1938/47: Altes Herz geht auf die Reise
- 1939: Mann im Schrank
- 1939: Ein ganzer Kerl
- 1939: Barbara, wo bist Du?
- 1939: Das Fenster im 2. Stock
- 1939: Eine Frau wie Du
- 1939: Mein Mann darf es nicht wissen
- 1939: Die Stimme aus dem Äther
- 1939: Hochzeit mit Hindernissen
- 1939: Im Namen des Volkes
- 1940: Tip auf Amalia
- 1940: Stern von Rio
- 1941: Immer nur Du
- 1942: Meine Freundin Josefine
- 1942: Hochzeit auf Bärenhof
- 1943: Wenn der junge Wein blüht
- 1943: Der kleine Grenzverkehr
- 1943: Ein schöner Tag
- 1943/44: Eine kleine Sommermelodie (UA: 1982)
- 1944/50: Verlobte Leute
- 1944/52: Das Mädchen Juanita
- 1945: Der Mann im Sattel (UA: 2000)
- 1946: Sag’ die Wahrheit
- 1948: Vor uns liegt das Leben
- 1949: Die Buntkarierten
- 1949: Träum’ nicht, Annette!
- 1949: Man spielt nicht mit der Liebe
- 1950: Land der Sehnsucht
- 1951: Das goldene Band
- 1951: Es geschehen noch Wunder
- 1951: Grün ist die Heide
- 1952: Wenn abends die Heide träumt
- 1952: Ferien vom Ich
- 1952: Am Brunnen vor dem Tore
- 1952: Der Tag vor der Hochzeit
- 1953: Hurra – ein Junge!
- 1953: Briefträger Müller
- 1953: Von Liebe reden wir später
- 1953: Die Privatsekretärin
- 1953: Damenwahl
- 1954: König Drosselbart
- 1954: Emil und die Detektive
- 1954: Roman eines Frauenarztes
- 1954: Auf der Reeperbahn nachts um halb eins
- 1955: Der Hauptmann und sein Held
- 1956: Meine 16 Söhne
- 1956: Musikparade
- 1956: Das Donkosakenlied
- 1957: Das haut hin
- 1958: Der Greifer
- 1961: Die Nashörner
- 1963: Hafenpolizei (Fernsehserie) – Licht im Wasser
- 1966: Das Millionending (Fernseh-Zweiteiler)